# 歌集 滑走路
『歌集 滑走路』（かしゅう かっそうろ）は、萩原慎一郎の第1歌集。短歌集。2017年12月26日に角川書店（発行：角川文化振興財団、発売：KADOKAWA）から発売された。平成時代に個人歌集としてベストセラーとなり、2019年には紀伊國屋書店の書店員が選ぶ「キノベス!」第8位に選出された。
2020年9月24日に角川文庫より又吉直樹が解説に加わった文庫版が発行。
2020年3月25日に映画化が発表され、同年11月20日に『滑走路』の題で公開された。2022年1月より高校国語の副教材に採用された。

## 刊行背景
一般的に短歌の業界では、歌人が歌集を出版する場合、受賞歴や著名度問わず企画出版は行われず、短歌専門の出版社や財団法人による流通や印刷面での制作援助の元、著者の自費によって書籍が発行される。2017年頃、数多くの短歌賞の受賞経験があった著者の萩原慎一郎も同様に、短歌の自費出版専門の公益財団法人である角川文化振興財団から出版を決意し、自身によって短歌の構成から本の装幀まで決め、5月にあとがきを書き記し『歌集 滑走路』を完成させた。
しかし、萩原は同時に学生時代のいじめによる後遺症を抱えており、2017年6月8日に自死した。萩原の死後、歌集は弟である萩原健也や両親ら遺族に引き継がれ、角川書店短歌編集部の石川一郎や住谷はるによる支援の元、出版に向けての準備が行われ、2017年12月26日に発売となった。
初版の帯には俵万智による推薦文と、萩原が知人に送った電子メールの文章から引用されたキャッチフレーズ「僕は歌う。誰からも否定できない生き様を提示するために。」が掲載されている。また、帯の裏面には収録短歌から5首が掲載された。

## 収録作品
全3部構成で、第1部が22節、第2部が15節、第3部が3節となり295首の短歌が収録されている。
第1回近藤芳美賞岡井隆選者賞の「滑走路」や第4回近藤芳美賞岡井隆選者賞「プラトンの書」、朝日歌壇賞、角川短歌全国大会、NHK全国短歌大会などの受賞作品が多く収録されており、また『朝日新聞』の「あるきだす言葉たち」掲載作品の「模索の果て」なども収録されている。
巻末には三枝昂之による解説と萩原本人によるあとがき、遺族によるコメントが書き記されている。文庫版には、本作を激賞する又吉直樹による解説が収録される。
- I
  - メモ帳 (第8回角川全国短歌大賞題詠準賞受賞作品)[6]
  - プラトンの書（第4回近藤芳美賞選者賞（岡井隆選）受賞作品）
  - 滑走路（第1回近藤芳美賞選者賞（岡井隆選）受賞作品）
  - 風景画
  - 光源
  - 僕たちのソファー
  - 新緑
  - 太陽のような光
  - きらきら
  - 居場所
  - 停留所
  - おにぎりと緑茶
  - 群衆
  - 伝書鳩
  - ソプラノ
  - 言葉と言葉
  - 雲のベンチ
  - こころの枝（第5回角川全国短歌大賞準賞受賞作品収録）
  - 非正規（第31回朝日歌壇賞馬場あき子選受賞作品）
  - 箱詰め社会（第17回NHK全国短歌大会 特選（馬場あき子選）受賞作品、第36回全日本短歌大会毎日新聞社賞作品収録）[7]
  - テロリズム（第37回全日本短歌大会 日本歌人クラブ賞受賞作品収録）
  - タルタルソース
- II
  - 靴ひも
  - 平凡を嘆きたる夜に
  - 蒼き旗
  - 君と踏み出す明日あれ
  - 未来模索
  - 歌という鳥
  - 光る蛇
  - 口語の馬
  - あこがれのひと
  - 理解者
  - 傷心旅行
  - 自転車の空気
  - だだだだ、だだだ
  - カレーうどん
  - 食べる
- III
  - こころの扉（『短歌生活』6号掲載作品）
  - 歌詠む理由
  - 模索の果て（『朝日新聞』「あるきだす言葉たち」掲載作品）
- 解説 三枝昂之
- あとがき
- きっとどこかで
- 解説 又吉直樹（角川文庫版のみ）

## 評価
- 萩原慎一郎が所属していたりとむ短歌会主宰の三枝昂之は、原稿を読ませて貰ったときにはすでに完成度の高い修正不要なものであったと語っている。また、かつて石川啄木が社会の動乱の中、口語短歌に挑戦し後世に多大な影響を与えたように、萩原は今後の短歌に大きな影響を与えてゆくと語っている[4]。
- NHK『100分de名著』の論者としても知られる文芸評論家の若松英輔は『婦人之友』での書評やTwitterで、彼が作り出してきた言葉にはかつて触れたことがないような凄まじい炎があると評価している[8]。
- 歌人の俵万智、又吉直樹などから高い評価を受け、2018年10月16日に放送されたNHKクローズアップ現代+では発行部数が通常の歌集の200倍に達している異例のヒット作として特集された[9]。
- WEBメディア『ほんのひきだし』では「いじめや非正規雇用といった逆境に負けず生きる希望を歌い続け、32歳の若さで命を絶った「非正規歌人」の作品を収めた短歌集。」と評価されている[1]。
- 2019年に短歌の書籍としては初めて、紀伊國屋書店によるお勧め書籍ベスト30の「キノベス!2019」の8位に選出された[10]。
- NHKクローズアップ現代+で特集された2018年10月16日に単行本がAmazon本ランキング2位にランクインし[11]、2020年11月23日には朝日新聞の夕刊一面や「天声人語」で取り上げられ文庫本がAmazon本ランキングで11位[12]、単行本が楽天ブックスの文学部門で第1位を獲得した[13]。
- 2021年に開催された角川文庫の『カドフェス2021』では、感動する本として選ばれている。
- 文英堂が発行する高校国語の副教材『リテラ 速読レッスン 文学 Vol.3』に採用されている。

## 最高位チャート

### 単行本
- Amazon 本ランキング 第2位 (2018年10月16日)
- 楽天ブックス 文学部門 第1位(2020年11月23日)
- honto 週間本ランキング 第5位 (2018年10月14日～10月20日[14])

### 文庫
- Amazon 本ランキング 第11位 (2020年11月23日)
- 紀伊國屋書店 週間本ランキング 第8位 (2020年12月第1週[15])

## 書籍形態

### 単行本
書籍レーベルは角川書店。萩原慎一郎による自費出版によって角川文化振興財団から発行された。跋文は三枝昂之、装丁に南一夫。初版の帯には、萩原慎一郎の知人に送ったメールの一文や俵万智の推薦文が記載されている。
電子書籍は紙書籍が発売後の翌年に発売された。

#### クレジット
- 著者: 萩原慎一郎
- 初版発行日:2017年12月25日
- 初版発売日:2017年12月26日
- 電子書籍発行日:2018年10月15日
- 装丁: 南一夫
- 発行者: 宍戸健司
- 発行: 角川文化振興財団
- 印刷製本: 中央製版印刷
- 書籍コード: ISBN 978-4-04-876477-3

### 文庫版
書籍レーベルは角川文庫。KADOKAWAによって発行。末巻に又吉直樹の解説が新たに追加される。装丁は大原由衣が担当。表紙カバーの写真はNils Bracht/Eyeem、表紙は和田三造によるデザイン。
2020年9月24日に紙書籍と電子書籍が同時発売された。

#### クレジット
- 著者: 萩原慎一郎
- 初版発行日:2020年9月24日
- 表紙カバー: 大原由衣
- 表紙画:和田三造
- 発行者: 青柳昌行
- 発行: KADOKAWA
- 印刷:株式会社暁印刷
- 製本: 株式会社ビルディング・ブックセンター
- 書籍コード: ISBN 978-4-04-109612-3

## 映画『滑走路』
『滑走路』（かっそうろ）は、歌人・萩原慎一郎の生涯や著作である『歌集 滑走路』から着想を得た群像劇の実写映画。NHKと埼玉県が共同出資するSKIPシティと角川大映スタジオによる共同制作で映画化され、2020年11月20日に公開された。脚本は桑村さや香、監督は大庭功睦。主演は水川あさみ、浅香航大、寄川歌太。PG12指定。第33回東京国際映画祭特別招待作品。
非正規雇用やいじめ、不登校、過労死、キャリア、自死、家族についてのあり方など、様々な問題を抱え現代社会を生きる人々が希望を求めて生きる姿を3つのストーリーを軸に描き、交差していく。
2021年6月4日にDVDがKADOKAWAより発売され、NetflixやAmazon Prime、U-NEXTでも配信されている。

### あらすじ
厚生労働省に勤務し、激務の中で自身の無力さを感じ仕事への理想を失いかけていた若手官僚・鷹野は、ある日陳情にやってきたNPO団体から非正規雇用を原因とする自死の問題について追及を受ける。NPO団体が持ち込んだ自死者のリストに目を通した鷹野は、リストの中に自分と同年齢の25歳で自死した青年を見つけて興味を抱き、その死の理由について探り始める。

### 登場人物

#### 厚生労働省官僚編(2017年)
- 鷹野裕翔 (演 - 浅香航大[18]) 厚生労働省の若手官僚。上司から叱咤されることも多く、睡眠障害に悩まされ、心療内科に通っている。
- 雨宮 (演 - 吉村界人[23]) 厚生労働省の若手官僚で鷹野と同期。自身の仕事の意義に疑問を持っている。
- 西岡 (演 - 杉山ひこひこ[24]) 厚生労働省の官僚で鷹野と雨宮の上司。
- 石橋 (演 - 池内万作) 非正規雇用の待遇改善を目指すNPO団体『ほっとシェル』代表。厚生労働省へ頻繁に陳情に出向いている。
- 風間 (演 - 佐藤貢三) 鷹野が通う心療内科の担当医。
- イニシャルS S - 石橋の持ってきたリストに書かれていた25歳で自死した非正規雇用の青年。
- 光井まひる (演 - 天野はな) 非正規雇用の青年SSの元恋人。看護師をしている。腕にメモ書きをするなど原作歌集の1首目の短歌がモチーフとなっている。
- 明智幸雄 (演 - 染谷将太[23]) 物流センターで働く非正規雇用の青年SSの元同僚。大庭功睦自主制作映画『ノラ』の主人公。

#### 中学生編(2005年)
- 須羽隼介 (演 - 寄川歌太[18]) 数学が得意な中学2年生の学級委員長の少年。いじめを受けていた同級生の裕翔をかばったために、自らがいじめの標的にされる。
- 天野翠 (演 - 木下渓[23]) 隼介の同級生の少女。水彩画を書いている。父親から女性らしい服を着てクラシックを聴くように言われるが、水色の服とビートルズが好きである。
- 鷹野裕翔 (演 - 池田優斗[23]) 隼介と同級生で幼馴染でもある少年。少年グループからいじめを受け、不登校となる。
- 須羽陽子 ( 演 - 坂井真紀[23]) 隼介の母でシングルマザー。隼介とともに団地に住んでいる。
- 小泉 (演 - 山中良弘) 隼介の通う中学校の担任教諭[25]。
- 上田大輝 (演 - 小林喜日) 隼介や裕翔をいじめる少年グループのリーダー格。
- 関谷達也 (演 - 増澤リオ[26]) 隼介や裕翔をいじめる少年グループの１人。
- 土屋 (演 - 小林諒音) 隼介や裕翔をいじめる少年グループの１人。

#### 芸術家夫婦編(2029年)
- 川瀬翠 (演 - 水川あさみ) 37歳の切り絵作家。パートで働き、夫に家事や金銭的なサポートをして貰いながら創作活動をしていた。最近、仕事が順調にもなり、高齢出産となる前に子供が欲しいと悩み始める。
- 川瀬拓己(演 - 水橋研二[23]) 40歳の翠の夫で油絵作家。高校の美術教師をしているが、来年の必修科目から美術が無くなりそうになり、失業の危機に悩んでいる。
- 日高 (演 - 澁谷麻美)[27]) 翠に仕事を依頼するデザイン制作会社の女性担当者。翠と同年代であり、最近妊娠した。

### スタッフ
- 原作：萩原慎一郎『歌集 滑走路』（角川文化振興財団発行 / KADOKAWA発売）
- 企画協力：萩原健也、萩原篤弘、萩原久仁子、石川一郎、住谷はる、伊達百合、正木大督[28]
- プロデューサー：岩上貴則、小林剛、井西政彦、武井哲
- 監督：大庭功睦
- 脚本：桑村さや香
- 主題歌：Sano ibuki「紙飛行機」（EMI Records / UNIVERSAL MUSIC）[29]
- 撮影：川野由加里
- 照明：中村晋平
- 録音：西正義
- 装飾：小林宙央
- 音楽：永島友美子
- 編集：松山圭介
- VFX：田中貴志
- 助監督：桜井智弘
- 制作担当：赤間俊秀
- 配給：KADOKAWA
- 制作プロダクション：角川大映スタジオ、デジタルSKIPステーション
- 製作：「滑走路」製作委員会、埼玉県 / SKIPシティ彩の国ビジュアルプラザ
- 影絵：河野里美
- 水彩画：すぎやまたくや
- 出資：フェローズ
- 撮影協力：川口市、茨城県いばらきフィルムコミッション

### 関連商品

#### ムビチケ（限定特典付き前売券）
映画のワンシーンと『歌集 滑走路』からの短歌が収められたポストカードが付属する映画『滑走路』の限定ムビチケ前売券が2020年9月11日より発売された。収録された短歌は萩原慎一郎の家族によって選ばれた。

#### 映画パンフレット
原作者である萩原慎一郎や『歌集 滑走路』の紹介、制作秘話、メインキャストのインタビュー、監督と脚本家による対談、映画評論家による説明、主題歌を制作したSano ibukiによる歌集の感想や曲作りのインタビューが掲載されている。2021年6月4日より電子書籍としても発売された。

#### DVD
映画『滑走路』の本編を収録したDVDが2021年6月4日に発売された。ドルビーデジタル5.1ch。映像特典として2種類の予告編が収録されている。

### 遺族コメント
完成した映画に対して、原作の『歌集 滑走路』を出版し映画の制作にも協力した萩原慎一郎の両親と弟の萩原健也は、メディアに以下のようなコメントをしている。
- 萩原慎一郎の両親「萩原慎一郎の短歌の言葉がちりばめられ、慎一郎が短歌に込めた想いを感じることが出来ました。そして、社会のさまざまな場所で頑張っている方々の横で、そっと寄り添ってくれるような映画でした。」
- 萩原健也「誰しもが何かを抱え、明日を夢見て、今を一生懸命生きています。全力で走る彼の姿に、十代の頃、不登校の僕を救い、勇気と希望をくれ続けた兄を想いました。歌人・萩原慎一郎の短歌の炎は、本作にも灯されています。」

### 評価
- 映画公開にあたって、各界の著名人が萩原慎一郎や『滑走路』に対してのコメントを発表した。短歌からは俵万智、三枝昂之、今野寿美、真中朋久、辻井竜一、佐佐木定綱、藤原龍一郎、文月悠光、映画界からは黒沢清、今泉力哉、宇野維正、清水崇、西谷弘、樋口真嗣、山戸結希、山根貞男、音楽界から大森靖子、御徒町凧、アフロ(MOROHA)、はっとり(マカロニえんぴつ)、その他たかまつなな、磯村健太郎、茂木健一郎、村上健志(フルーツポンチ)、森永卓郎、山崎聡一郎らがオピニオンコメントを出した。[32]

### 受賞・ノミネート
- 東京国際映画祭 特別招待作品 (2020年度)
- 上海国際映画祭 Nippon Express部門(2021年度)[33]
- TOKYO MX『5時に夢中!』「中瀬親方(中瀬ゆかり)のエンタメ番付」2010年10月 大関
- 第45回報知映画賞
  - 作品賞ノミネート
  - 主演女優賞ノミネート（水川あさみ）[34]
- 第42回ヨコハマ映画祭
  - 主演女優賞受賞（水川あさみ、『喜劇 愛妻物語』と合わせて）[35]
- 第75回毎日映画コンクール（2020年度）
  - 新人賞ノミネート (寄川歌太)
- 第94回キネマ旬報ベスト・テン（2020年度）
  - 主演女優賞受賞（水川あさみ、『喜劇 愛妻物語』と合わせて）[36]
  - 新人賞ノミネート (寄川歌太)
  - 助演男優賞ノミネート (染谷将太)

## 小説『滑走路』
『小説 滑走路』（しょうせつ かっそうろ）は、『歌集 滑走路』を原作とした映画版のノベライズ本。角川書店より2020年9月24日に発売。「滑走路」製作委員会による原案を元に藤石波矢が、映画のストーリーをもとに映画では描かれていない小説独自の要素を加え、また萩原慎一郎の数々の歌へのオマージュが随所に散りばめられている。装丁は『歌集 滑走路』の角川文庫版を装丁も行った大原由衣。表紙カバーは映画のワンシーンから引用されている。
初版の帯には映画の水川あさみや浅香航大、寄川歌太の写真と共に「夭折の歌人が唯一遺した短歌集が、映画化そして小説化」というキャッチコピーが添えられている。

### クレジット
- 原作: 萩原慎一郎「歌集 滑走路」
- 原著者: 萩原慎一郎
- 著者: 藤石波矢
- 原案:「滑走路」製作委員会
- 装丁: 大原由衣
- 写真: 内堀義之
- タイトルロゴ: オクターブ
- 発行者: 青柳昌行
- 発行: KADOKAWA
- 印刷: 大日本印刷株式会社
- 製本: 本間製本株式会社
- 書籍コード: ISBN 978-4-04-109793-9